# Jämtkraft Arena
De Jämtkraft Arena is een voetbalstadion in de Zweedse stad Östersund. In het stadion speelt Östersunds FK haar thuiswedstrijden. Het stadion biedt plaats aan 8.466 toeschouwers.